# Kardszárnyú-fátyolkák

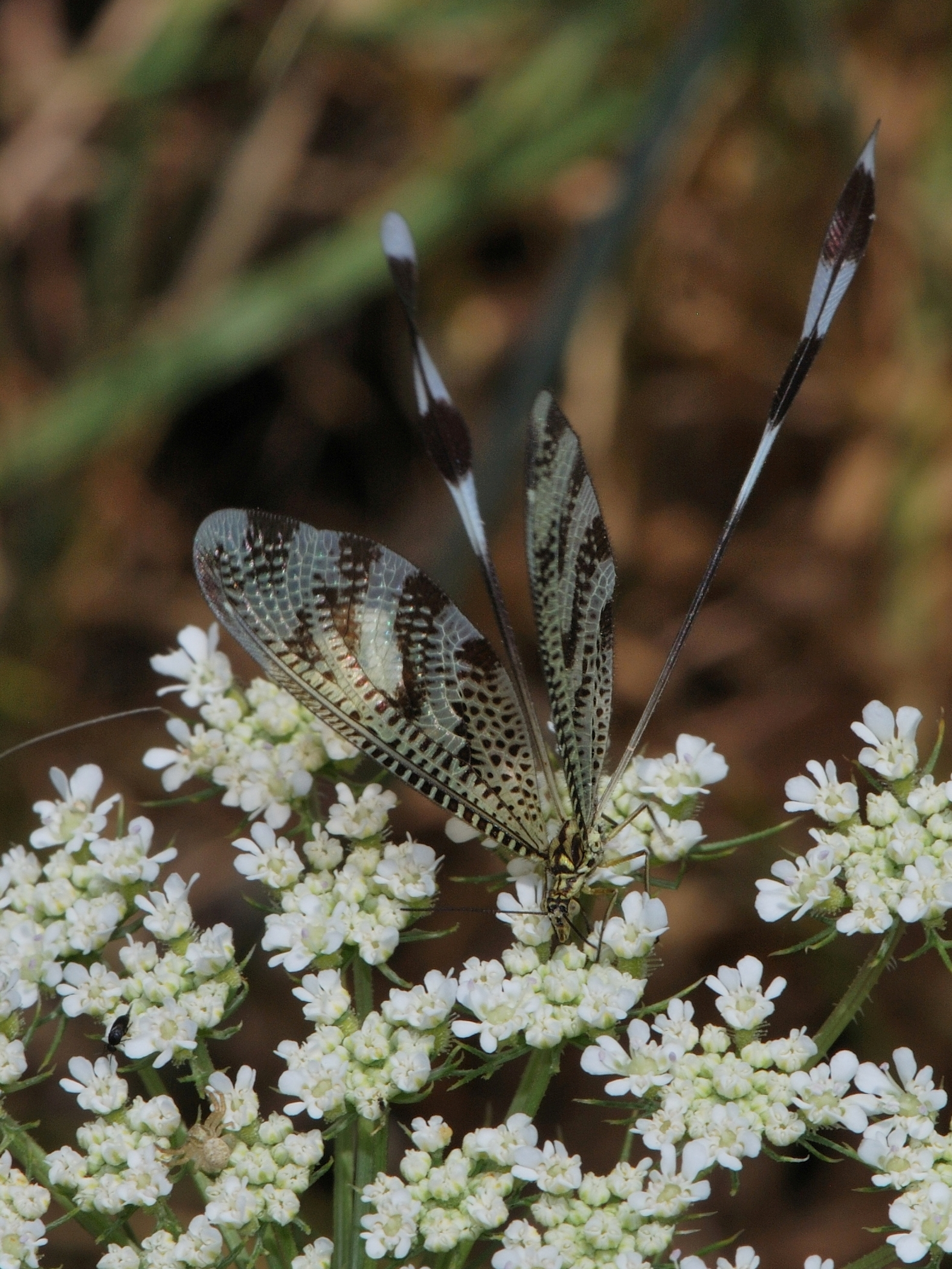
Nemoptera aegyptiaca

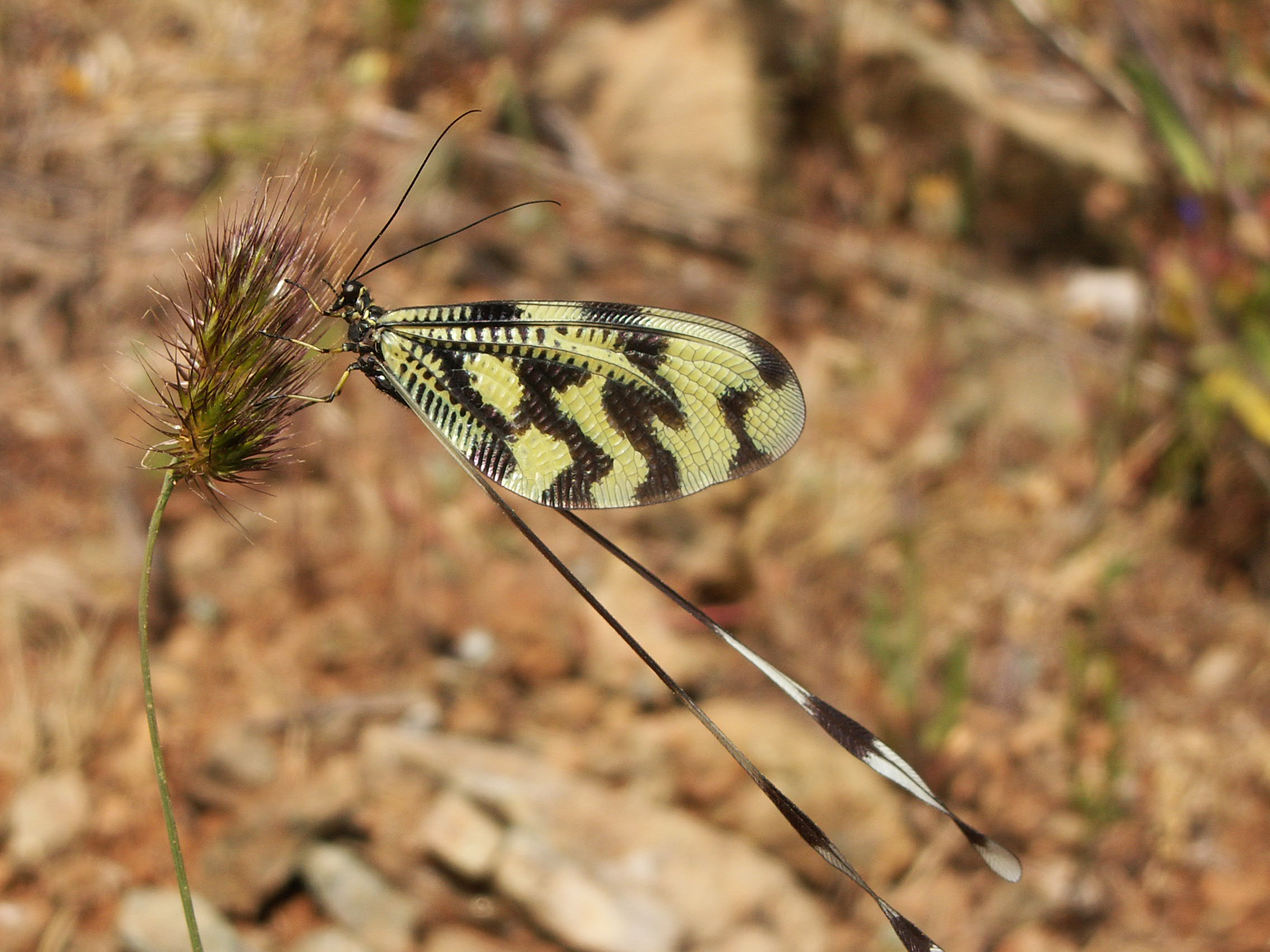
Nemoptera sinuata

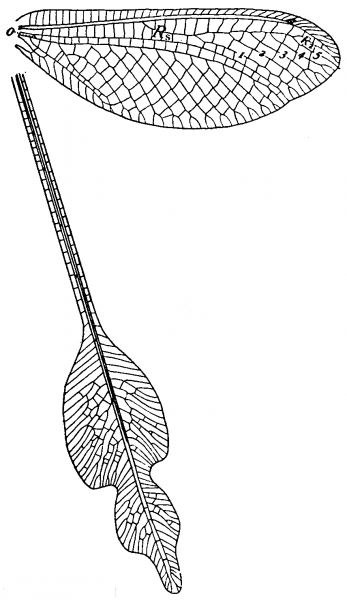
Rajz a Lertha extensa jobbfelöli elülső és hátulsó szárnyairól

A kardszárnyú-fátyolkák (Nemopteridae) a rovarok (Insecta) osztályába és a recésszárnyú fátyolkák (Neuroptera) rendjébe tartozó család.

## Rendszertani besorolásuk
A kardszárnyú-fátyolkák messziről leginkább a lepkékre (Lepidoptera) emlékeztetnek, azonban nem rokonaik azoknak. Szárnyaikon nincsen úgynevezett „hímpor”, szájszervük sem a lepkékre jellemző pödörnyelv. A kardszárnyú-fátyolkák ragadozó életmódot folytatnak és legközelebbi rokonaik a hangyalesők (Myrmeleontidae).

## Előfordulásuk
A család tagjai megtalálhatóak Afrikában, Eurázsiában, Ausztráliában, Pápua Új-Guineában, valamint Dél-Amerikában is. Észak-Amerikában hiányzanak, bár Colorado államban kardszárnyú-fátyolka kövületre bukkantak.

### Európában
Ezek a rovarok Dél-Európa meleg, száraz vidékein találhatók meg. Ezen a kontinensen, eddig csupán öt kardszárnyú-fátyolka-fajt fedeztek fel. Ezek a fajok az Ibériai-félsziget, Délkelet-Európában és az Égei-tenger vidékén lelhetők fel. Magyarországhoz legközelebb előforduló faj, Bulgária és a volt Jugoszlávia területein él. Bulgáriában a görög határ közelében levő állomány élőhelye nagyon szűk körzetre terjed ki, ezért fokozott védelemben részesül.

## Megjelenésük
A kifejlett kardszárnyú-fátyolkáknak két pár nagyméretű szárnyuk van. Testük eltörpül a nagy szárnyak mellett. Az elülső szárnypár, a tulajdonképpeni repülő szárny, a hátulsó pár keskeny, kard alakú; ezzel inkább, csak kormányoznak a rovarok. A vékony kormányfelületek segítségével, mindig a széllel szembe fordulnak. Nagy szárnyfelületük miatt könnyen a szél játékszerévé válhatnak, ezért a talajtól 1-1,5 méternél magasabbra nemigen szállnak fel. Pihenés, táplálkozás közben többnyire kiterjesztett szárnyakkal ülnek a virágokon, de ha fúj a szél, szárnyukat felül összecsukják. Szárnyaik fesztávolsága 5 centiméter, a hátsó szárnyak hossza 5-6 centiméter. Repülésük könnyed, libegő, s kisebb siklórepülésre is képesek.

## Életmódjuk
E család fajainak a lárvái ragadozók, erőteljes szívó szájszervükkel fogják meg zsákmányukat, főképp az apróbb testű ízeltlábúakat. Nappal és éjszaka egyaránt mozognak. A legmelegebb nyári napokban repülnek.

## Rendszerezés
A családba az alábbi nemek tartoznak:
- Afghanocroce
- Amerocroce
- Anacroce
- Apocroce
- Austrocroce
- Barbibucca
- Brevistoma
- Carnarviana
- Chasmoptera
- Concroce
- Croce
- Derhynchia
- Dielocroce
- Halter
- Halterina
- Josandreva
- Knersvlaktia
- Laurhervasia
- Lertha
- Moranida
- Necrophylus
- Nemeura
- Nemia
- Nemopistha
- Nemoptera
- Nemopterella
- Palmipenna
- Parasicyoptera
- Pastranaia
- Pterocroce
- Savigniella
- Semirhynchia
- Sicyoptera
- Stenorrhachus
- Thysanocroce
- Tjederia
- Veurise

### Fordítás
Ez a szócikk részben vagy egészben  a   Nemopteridae című angol Wikipédia-szócikk ezen változatának fordításán alapul.  Az eredeti cikk szerkesztőit annak laptörténete sorolja fel. Ez a jelzés csupán a megfogalmazás eredetét és a szerzői jogokat jelzi, nem szolgál a cikkben szereplő információk forrásmegjelöléseként.